# دانيال لينكولن
دانيال لينكولن (بالإنجليزية: Daniel Lincoln)‏ هو منافس ألعاب قوى أمريكي، ولد في 22 أكتوبر 1980.

## وصلات خارجية
- دانيال لينكولن على موقع الاتحاد الدولي لألعاب القوى (الإنجليزية)
- دانيال لينكولن على موقع أوليمبيديا (الإنجليزية)
- دانيال لينكولن على موقع اللجنة الأولمبية والبارالمبية الأمريكية (الإنجليزية)